# جمشید عندلیبی
جمشید عندلیبی (۱۲ اسفند ۱۳۳۶ – ۱۵ اسفند ۱۴۰۲) موسیقی‌دان، آهنگساز و نوازندهٔ ایرانی ساز نی بود.
جمشید عندلیبی، نواختن نی را در آغاز بدون استاد فراگرفت. سپس با حضور در دانشگاه تهران و آشنایی با حسین عمومی به ادامه فراگیری فنون و شگردهای ساز نی پرداخت. او ردیف موسیقی سنتی ایرانی را نزد نصرالله ناصح‌پور و نورعلی برومند و محمدرضا لطفی یادگرفت.

## زندگی هنری
جمشید عندلیبی در ۱۰ سالگی آموزش موسیقی را با ساز آکاردئون در کلاس‌های فرهنگ و هنر وقت سنندج که مسئول آن حسن کامکار بود شروع کرد. وی سپس به عضویت گروه نوجوانان و ارکستر بزرگسالان فرهنگ و هنر سنندج درآمد و در کنار آموزش و تعالیم مختلف موسیقی به همراه ارکستر بزرگسالان اجرای کنسرت داشت. عندلیبی تحت تأثیر تکنوازی‌های نی حسن کسائی به ساز نی علاقمند شد و بدون استاد شروع به یادگیری این ساز کرد در سال ۱۳۵۴ در آزمون ورودی دانشکده هنرهای زیبا دانشگاه تهران که برعهده نورعلی برومند بود در رشته موسیقی پذیرفته شد. با تشکیل گروه عارف با حضور پرویز مشکاتیان و حسین علیزاده به عضویت این گروه پذیرفته شد.
عندلیبی در سال ۱۳۵۸ از دانشگاه دانش‌آموخته شد و به عضویت مرکز حفظ و اشاعه موسیقی در آمد. وی در همان سال به کانون فرهنگی و هنری چاووش پیوست. او در سال ۱۳۶۰ برای تکمیل تکنیک‌های پیشرفته نوازندگی نی به نزد حسن کسایی در اصفهان رفت. در سال ۱۳۶۲ به عنوان تک‌نواز نی در آلبوم نی‌نوا به آهنگسازی حسین علیزاده به هنرنمایی پرداخت و آن را تنها با یک بار اجرا در استودیو به ثبت رساند. عندلیبی در ادامه دههٔ ۱۳۶۰ در آثاری چون بیداد، نوا، دستان، دود عود، آسمان عشق، یاد ایام، رسوای دل، پیام نسیم، دل مجنون و سرو چمان با محمدرضا شجریان همکاری نزدیک داشت.
او علاوه بر نوازندگی در کار آهنگسازی نیز فعال بود و آلبوم‌های میهمان تو، پاییز نیزار، و مونس جان از جمله فعالیت‌های او در زمینه آهنگسازی هستند. عندلیبی همچنین قطعات ابوالحسن صبا را با نی و به صورت ردیف آموزشی تنظیم کرده و نواخته‌است.

## درگذشت
جمشید عندلیبی در ۱۵ اسفند ۱۴۰۲ در سن ۶۶ سالگی بر اثر ایست قلبی در خانه خود درگذشت. پیکر او در ۱۸ اسفند ۱۴۰۲ در قطعه هنرمندان بهشت زهرا به خاک سپرده شد.

## آلبوم‌ها
- نی‌نوا (۱۳۶۲) به آهنگسازی حسین علیزاده
- بیداد (۱۳۶۴) با صدای محمدرضا شجریان
- نوا (۱۳۶۵) با صدای محمدرضا شجریان
- رسوای دل (۱۳۶۷) با صدای محمدرضا شجریان
- دود عود (۱۳۶۸) با صدای محمدرضا شجریان
- سرو چمان (۱۳۶۹) با صدای محمدرضا شجریان
- پیام نسیم (۱۳۶۹) با صدای محمدرضا شجریان
- دل مجنون (۱۳۶۹) با صدای محمدرضا شچریان
- یاد ایام (۱۳۷۱) با صدای محمدرضا شجریان
- آسمان عشق (۱۳۷۱) با صدای محمدرضا شجریان
- مهمان تو (۱۳۷۵) با صدای علیرضا افتخاری
- باباطاهر (۱۳۸۲) با صدای علیرضا افتخاری
- پاییز نیزار ( دونوازی نی و پیانو)